# 미카타촌 (효고현 기노사키군)
미카타촌(三方村)은 효고현 기노사키군에 있던 촌이다. 현재의 도요오카시 남서부에 해당한다. 

## 역사
- 1889년 4월 1일 - 정촌제 시행에 의해 게타군 18촌의 구역을 가지고 성립하였다.
- 1896년 4월 1일 - 기노사키군으로 변경되었다.
- 1955년 4월 1일 - 고쿠후촌, 야시로촌, 히다카정, 니시키촌, 기요타키촌과 합병해, 새로운 히다카정이 성립, 동일 미카타촌은 폐지되었다.

## 참고문헌
- 角川日本地名大辞典 28 兵庫県